# Bubble.io
Bubble（バブル）は、Bubble Groupによって開発されたビジュアルプログラミング言語、ノーコード開発プラットフォーム、アプリケーションサービスとしてのプラットフォーム。
Bubbleのビジョンは、ウェブアプリケーションのコーディングを過去のものとすること。

## 概要
Bubbleのビジュアル開発環境は、WixやSquarespaceのようなテンプレート指向のウェブサイトビルダーなどよりも高度な機能を備えたウェブサイトやウェブアプリケーションを作成するために使用される。
Bubbleは、Twitterのようなソーシャルメディアサイト、AirbnbやUberのようなウェブサービスなどを含むウェブアプリケーションを、ユーザーがチュートリアルを通して構築することを可能にする。
独自のAPI統合、テンプレート、プラグインを提供している。

## 歴史
Bubbleは2012年にエマニュエル・ストラシュノフとジョシュ・ハースによってニューヨークで設立され、7年間に渡り自社で運営され、2019年にシグナルファイア、ネオ、ナス、エリック・リース、そしてワービー・パーカー、オールバーズ、オクタ、ハリーズの創設者らから600万ドルを調達した。BubbleはFast Companyの2021年の最も革新的な企業の1つに選ばれた。
バブルのウェブサイトへのトラフィックは、2017年から2021年にかけて、50％を超える複合成長率で増加している。

## 主なできごと

### 2023年の価格モデル論争
2023年4月、Bubble.ioはその問題となっている価格設定モデルの変更を発表し、"ワークロードユニット"と呼ばれる新しい指標を導入した。
新しい価格設定モデルの目的は、使用量や規模に関係なく、ほとんどのユーザーが低い価格設定で運営していることによる持続可能性の問題に対処することだった。
Bubble.ioは、キャパシティに依存するのではなく、プラットフォーム上のユーザーのアプリケーションのスケーリングに、より密接に収益を合わせることを目指している。しかし、この変更はBubble.ioコミュニティで大きな論争を巻き起こした。Bubble.ioのフォーラムで発表されたスレッドには、すぐに2000以上の返信が集まり、多くのユーザーが不満を表明し、プラットフォームから離れると問題になった。
Bubble.ioは、最適化サポートを提供するために影響を受けたユーザーに個別に連絡することによって批判に対応し、変更に関するさらなるガイダンスを提供するためにライブウェビナーを開催した。同社はまた、ユーザーによって強調された懸念の領域であるバルクデータ操作を改善し、新しい価格モデルでファイルストレージをより手頃な価格にすることを約束した。
論争にもかかわらず、Bubble.ioの創設者であるEmmanuel Straschnovは、「ほとんどのアプリは、プランに十分な作業量が含まれており、追加の階層に加入する必要はない」と述べ、新しいモデルが追加コストを課すことなく大多数のユーザーに対応するように設計されていることを示唆した。
このエピソードは、Bubble.ioのような独自ツールにユーザーが依存していることを強調し、ノーコード開発における価格設定モデルに関するより広範な議論を巻き起こした。
現時点では、これらの変更が長期的にプラットフォームのユーザーベースと評判にどのような影響を与えるかはまだわからない。